# Medalla Cullum

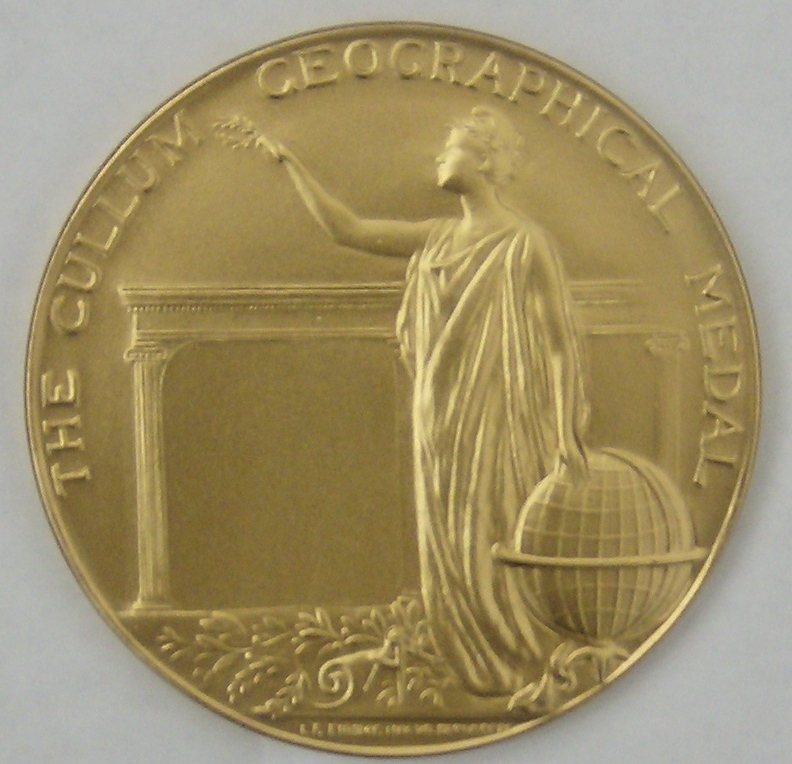
Anverso de la medalla Cullum

La Medalla geográfica Cullum, se creó en 1896 y fue la primera medalla otorgada por la American Geographical Society. Fue fundada por un legado del general George W. Cullum, del ejército de Estados Unidos, que también fue vicepresidente de la AGS desde 1874 hasta su muerte en 1892. De acuerdo con los términos del testamento del general Cullum, la medalla está destinada "... a los que se distinguen por los descubrimientos geográficos o el avance de la ciencia geográfica". La medalla fue diseñada por Lydia K. Emmet.

## Premiados
- 1896 Robert E. Peary
- 1897 Fridtjof Nansen
- 1899 John Murray
- 1901 Thomas C. Mendenhall
- 1902 A. Donaldson Smith
- 1903 Luis Amadeo de Saboya
- 1904 Georg von Neumayer
- 1904 Sven Hedin
- 1906 Robert Bell
- 1906 Robert Falcon Scott
- 1908 William Morris Davis
- 1909 Francisco P. Moreno
- 1909 Ernest Shackleton
- 1910 Hermann Wagner
- 1911 Jean B. A. E. Charcot
- 1914 John Scott Keltie
- 1914 Ellen Churchill Semple
- 1917 George W. Goethals
- 1918 Frederick Haynes Newell
- 1919 Emmanuel de Margerie
- 1919 Henry Fairfield Osborn
- 1921 Alberto I de Mónaco
- 1922 Edward A. Reeves
- 1924 Jovan Cvijic
- 1925 Lucien Gallois
- 1925 Harvey C. Hayes
- 1925 Pedro C. Sanchez
- 1929 Jean Brunhes
- 1929 Alfred Hettner
- 1929 Hugh Robert Mill
- 1929 Jules de Schokalsky
- 1930 Curtis Fletcher Marbut
- 1931 Mark Jefferson
- 1932 Bertram Thomas
- 1935 Douglas Johnson
- 1938 Louise Arner Boyd
- 1939 Emmanuel de Martonne
- 1940 Robert Cushman Murphy
- 1943 Arthur Robert Hinks
- 1948 Hugh Hammond Bennett
- 1950 Hans Wilhelmsson Ahlmann
- 1952 Roberto Almagia

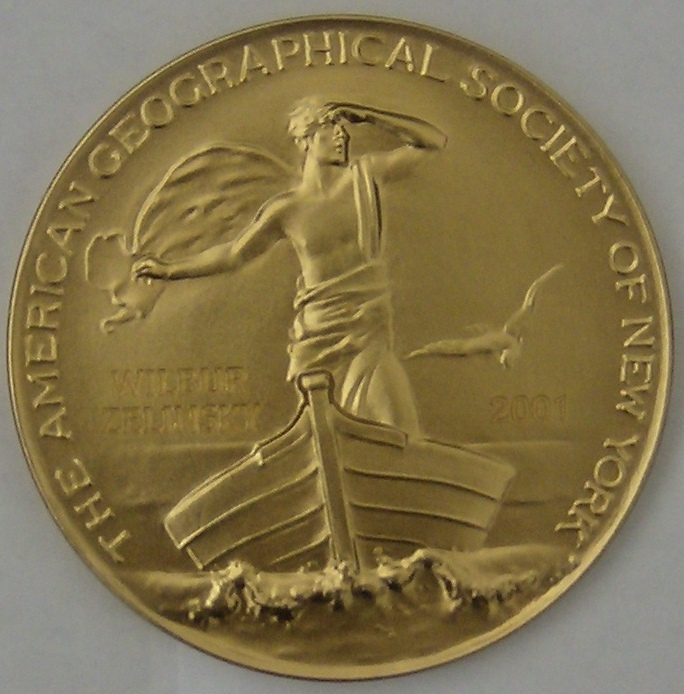
Reverso de la medalla Cullum

- 1954 Expedición británica al Everest de 1953
- 1956 J. Russell Smith
- 1958 Charles Warren Thornthwaite
- 1959 Albert Paddock Crary
- 1961 William Maurice Ewing
- 1962 Richard Joel Russell
- 1963 Rachel Louise Carson
- 1964 John Leighly
- 1965 Kirtley Fletcher Mather
- 1967 Peter Haggett
- 1968 Luna B. Leopold
- 1969 Neil A. Armstrong
- 1969 Edwin E. Aldrin, Jr.
- 1969 Michael Collins
- 1973 Bruce Heezen
- 1975 René Dubos
- 1985 Chauncy D. Harris
- 1987 F. Kenneth Hare
- 1987 Yi-Fu Tuan
- 1989 M. Gordon Wolman
- 1997 Melvin G. Marcus
- 1999 Jack Dangermond
- 1999 David Lowenthal
- 2001 Wilbur Zelinsky
- 2009 Peter Smith
- 2009 Matthew Henson
- 2014 Lee Schwartz